# Daniel Vettori
Daniel Luca Vettori (nacido el 27 de enero de 1979) es un entrenador de cricket de Nueva Zelanda y exjugador de cricket que jugó para el equipo nacional de cricket de Nueva Zelanda.

## Trayectoria deportiva
Vettori fue el jugador masculino más joven que representó a Nueva Zelanda en Test Cricket, debutando en febrero de 1997 a la edad de 18 años. Vettori tomó su terreno de prueba número 300 en la gira de Nueva Zelanda por Sri Lanka en 2009, convirtiéndose en el segundo neozelandés en hacerlo, uniéndose a Richard Hadlee. Es el principal portador de terrenos del One Day International de Nueva Zelanda con 297 despidos para la selección nacional.
En agosto de 2021, Vettori fue nombrado entrenador en jefe de la franquicia Barbados Royals de la Premier League del Caribe.
En mayo de 2022, Vettori fue nombrado entrenador asistente de la selección nacional masculina de Australia. Permaneció en el cargo en 2023.